# Três Cachoeiras
Três Cachoeiras là một đô thị thuộc bang Rio Grande do Sul, Brasil. Đô thị này có diện tích 250,478 km², dân số năm 2007 là 10390 người, mật độ 41,48 người/km².